# Vecvārkava
Vecvārkava är en kommunhuvudort i Lettland.   Den ligger i Vārkava kommun, i den sydöstra delen av landet, 170 km sydost om huvudstaden Riga. Vecvārkava ligger 96 meter över havet och antalet invånare är 247.
Terrängen runt Vecvārkava är mycket platt. Runt Vecvārkava är det glesbefolkat, med 13 invånare per kvadratkilometer. Närmaste större samhälle är Preiļi, 17,8 km nordost om Vecvārkava. Omgivningarna runt Vecvārkava är en mosaik av jordbruksmark och naturlig växtlighet.